# بيري كومو
بيرينو رونالد «بيري» كومو (بالإنجليزية: Pierino Ronald "Perry" Como)، (ولد في 18 مايو 1912، وتوفي في 12 مايو 2001) كان مُغنيَّاً ومُمَثلًا وشخصية تلفزيونية أمريكي إيطالي. خلال مسيرته المهنية التي امتدت لزهاء نصف قرن، سجَّل أغانية حصرياً لصالح شركة آر سي إيه فيكتور الأمريكية لمدة 44 عامًا، بعد التوقيع مع الشركة عام 1943.
لقد سجل موسيقى البوب الصوتية في المقام الأول واشتهر بالتسجيلات ذات النوع الحميمي السهل الاستماع الذي ابتكره نجم الوسائط المتعددة بينغ كروسبي.
باع «السيد. سي.»، كما كان يلقب، ملايين التسجيلات وكان رائدًا في برنامج تلفزيوني متنوع موسيقي أسبوعي. تم بث برامجه التلفزيونية الأسبوعية والعروض الخاصة الموسمية في جميع أنحاء العالم. في التقرير الرسمي لمجلة بيلبورد، تم تلخيص حياته في هذه الكلمات المعدودة: خمسون عامًا من الموسيقى وحياة ممتازة. إنها مثال للجميع.
حصل كومو على خمس جوائز إيمي من عام 1955 إلى عام 1959، وعلى جائزة كريستوفر [الإنجليزية] (1956) وتقاسم جائزة بيبودي [الإنجليزية] مع صديقه الطيب جاكي جليسون في عام 1956. أدخل في عضوية قاعة مشاهير أكاديمية الفنون والعلوم التليفزيونية في عام 1990 وحصل على مرتبة الشرف من مركز كينيدي الثقافي في عام 1987. وبعد وفاته، تلقى كومو جائزة غرامي لإنجاز العمر في عام 2002 وأُدخِل في عضوية قاعة مشاهير موسيقى لونغ آيلاند [الإنجليزية] في عام 2006. وتميز كومو بحصوله على ثلاث نجوم في ممر المشاهير في هوليوود لعمله في الراديو والتلفزيون والموسيقى.

## السنوات المبكرة
ولد كومو في كانونسبورغ، بنسلفانيا، على بعد حوالي 20 ميلاً (32 كم) جنوب غرب بيتسبرغ. كان هو السابع من بين عشرة أطفال وأول طفل مولود في أمريكا لبيترو كومو ولوسيا ترافاجليني، اللذان هاجرا إلى الولايات المتحدة في عام 1910 من مدينة بالينا أبروتسو، إيطاليا. لم يبدأ التحدث باللغة الإنجليزية حتى دخل المدرسة، لأن من عادة أهل مدينة كومو أن يتحدثو الإيطالية في المنزل. كان لدى الأسرة جهاز قَدَمِيَّة مستعمل اشتراه والده مقابل 3 دولارات؛ بمجرد أن تمكن كومو من المشي، كان يتوجه إلى الآلة الموسيقية المُستعملة، وينفخ فيها، ويعزف الموسيقى التي سمعها عن طريق الأذن. بيترو، عامل طاحونة وباريتون هاوٍ، جعل جميع أطفاله يحضرون دروسًا في الموسيقى رغم أنه كان بالكاد يستطيع تحمل تكاليفها. في مقابلة نادرة عام 1957، وصفت والدة كومو، لوسيا، كيف اشتغل ابنها الصغير في وظائف كثيرة ليوفر ثمن المزيد من دروس الموسيقى. تعلم كومو العزف على العديد من الآلات المختلفة، ولكن لم يكن لديه درس صوتي. أظهر المزيد من المواهب الموسيقية في سنوات مراهقته كلاعب ترومبون في الفرقة النحاسية في المدينة، وعازف قيتار، ومغنٍ في حفلات الزفاف، وعازف أرغن في الكنيسة. كان كومو عضوًا في فرقة كانونسبورغ Canonsburg الإيطالية مع والد المغني بوبي فينتون، وقائد الفرقة ستان فينتون، الذي كان غالبًا زبونا في محل الحلاقة الخاص به.
بدأ الصبي كومو في مساعدة أسرته في سن العاشرة، حيث كان يعمل قبل المدرسة وبعدها في محل الحلاقة التابع لستيف فراجاباني مقابل 50 سنتًا في الأسبوع. في سن 13، تخرج لامتلاك كرسيه الخاص في صالون حلاقة فارغ، على الرغم من أنَّه كان عليه أن يعتلي صندوقًا حتى يتمكن من حلاقة زبائنه. في هذا الوقت أيضًا خسر كومو اليافع أجره الأسبوعي في لعبة نرد. ولشدة خجله، حبس نفسه في غرفته ولم يخرج حتى تغلب عليه الجوع. تمكن من إخبار والده بما حدث للمال الذي تعتمد عليه عائلته. أخبره والده أنه يحق له ارتكاب خطأ وأنه يأمل ألا يفعل ابنه أي شيء أسوأ مما فعل سابقًا. عندما كان بيري في الرابعة عشرة من عمره، أصبح والده غير قادر على العمل بسبب حالة قلبية حادة. أصبح كومو وإخوته مصدر دعم الأسرة الوحيد.
على الرغم من قدرته الموسيقية، كان طموح كومو الأساسي أن يصبح أفضل حلاق في كانونسبورغ. ومن خلال التدرب على حلاقة والده، أتقن كومو اليافع حرفة الحلاقة جيدًا بما يكفي ليفتتح متجره الخاص في سن 14. كان أحد زبائن كومو الدائمين في محل الحلاقة يمتلك مقهى يونانيًا يتضمن منطقة للحلاقة، وسأل الحلاق الشاب عما إذا كان يرغب في الحصول على هذا الجزء من متجره. عمل كومو كثيرًا بعد انتقاله إلى المقهى، واضطر إلى استئجار حلاقين للمساعدة في ذلك. عمل زبائنه بشكل رئيسي في مصانع الصلب القريبة. لقد كانوا يتقاضون رواتب جيدة، ولم يمانعوا في إنفاق الأموال على أنفسهم، واستمتعوا بأغاني كومو. كان أداء بيري جيدًا بشكل خاص عندما يتزوج أحد زبائنه. كان العريس ورجاله يستفيدون من كل عرض يقدمه كومو ومساعدوه. غنى كومو أغانٍ رومانسية بينما كان مشغولاً مع العريس وبينما كان الحلاقان الآخران يعملان مع بقية أصدقاء العريس. أثناء التحضير للزفاف، كان أصدقاء وأقارب العريس يأتون إلى المتجر مع هدايا من المال لكومو. أصبح مشهورًا جدًا باسم «حلاق الزفاف» في المجتمع اليوناني لدرجة أنه طُلب منه تقديم خدماته في بيتسبرغ وجميع أنحاء أوهايو.

## مسيرته الغنائية

### فريدي كارلون وتيد ويمز
انتقلَ كومو من كانونزبورغ إلى مدينة ميدفيل بولاية بنسيلفانيا الواقعة على بعد نحو مئة ميل عنها في عام 1932 حيث يوجد في تلك المدينة محل حلاقة لعمه في فندق كونوت. تبعد ميدفيل عن كليفلاند نحو ثمانين ميلًا وهو ما أكسبها شعبية كمحطّة توقُّف للعديد من الفرق الموسيقيَّة الراقصة التي عملت في منطقة وادي أوهايو. ذهب كومو وروزيل وأصدقائهما لقضاء بعض الوقت في كليفلاند التي لم تكن بعيدة كثيرًا عن ميدفيل. كانت صالة رقص سيلفر سليبر من بين المعالم التي زارتها المجموعة حيث حضروا أداءً لفريدي كارلون والأوركسترا المُصاحبة له. دعا كارلون أي شخص من الجمهور يعتقد أن لديه الموهبة للصعود والغناء مع الفرقة. كان كومو خائفًا ومتوترًا للغاية، ولكن أصدقائه دفعوه حتَّى بلغ المنصّة. شعرَ كارلون بالانبهار من قدرات الشاب حتّى أنّه لم يتوانى ثانيةً في عرض العمل عليه.
لم يعرف كومو ما إذا كان يجب عليه قبول عرض فريدي كارلون أم لا، ولذلك فسارع للعودة إلى مسقط رأسه في كانونزبورغ لاستشارة والده في الأمر. توقّع بيري أن والده سيحثّه على الاستمرار في مهنة الحلاقة التي أجادها تمام الإتقان، ولكنَّه تفاجئ حين أخبره والده أنَّ تفويته لهكذا فرصة سيحرمه من معرفة ما إذا كان له القدرة في أن يصبح مغنّيًا محترفًا.< كما أُخِذَت التبعات الماليَّة المُترتبة عن القرار في عين الحسبان حيث كسب كومو نحو 125 دولارًا في الأسبوع من خلال عمله في متجر الحلاقة، في حين سيبلغ راتبه إذا ما اختار العمل مع كارلون 28 دولارًا في الأسبوع. كانت روزيل مُستعدة للسفر مع زوجها والفرقة، ولكن الراتب لم يكن كافيًا لإعانة شخصين على طريق سفر. تزوَّج بيري وروزيل في ميدفيل يوم 31 يوليو عام 1933، والتحق كومو بفرقة كارلون بعد أربعة أيام من ذلك وبدأ العمل معهم. عادت روزيل إلى بيتها في كانونزبورغ، في حين ذهبَ زوجها مع الفرقة في جولة موسيقيَّة استمرت لمدّة ثمانية عشر شهرًا.

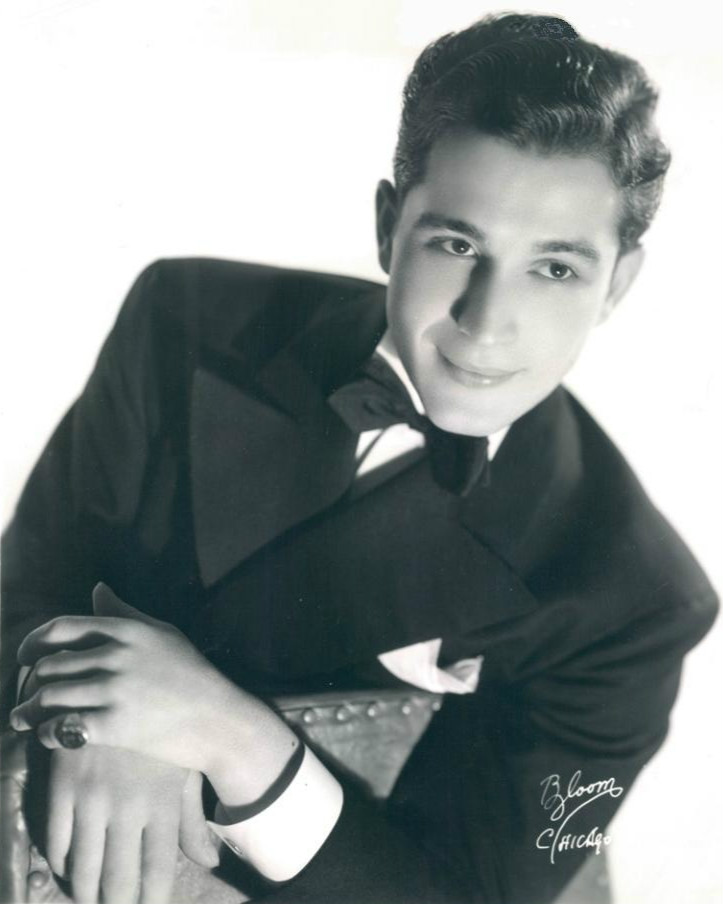
كومو بصحبة أوركسترا تيد ويمز في عام 1939.

انتقل كومو إلى أوركسترا تيد ويمز بعد مرور ثلاثة سنين على انضمامه لفرقة كارلون. ألتقى كومو بويمز حين كانت أوركسترا كارلون تعزف في حفلة بمدينة وارن بولاية أوهايو في عام 1936. رفض بيري في بادئ الأمر قبول عرض ويمز للانضمام إلى فرقة الأخير. غير أنَّ فريدي كارلون حثَّ المغنّي الشاب على الانضمام لأوركسترا ويمز. وفي الأثناء ترك آرت جاريت منظَّمة ويمز لتوه حتى يؤسِّس فرقته الخاصَّة، ولذلك فقد كان ويمز يبحث عن مغنّي جديد. ارتفعَ راتب كومو بعد انضمامه لفرقة ويمز حيث أصبح يتقاضى خمسين دولارًا في الأسبوع الواحد. كما كانت هذه فرصته الأولى للظهور على الساحة الغنائيَّة على مستوى البلاد. كانت أوركسترا تيد ويمز تتخذ من شيكاغو مركزًا لها، وكانوا يظهرون كثيرًا على برنامج جاك بيني، وبرنامج فيبر مكغي ومولي. كما كان لفرقة ويمز برنامجها الإذاعيّ الأسبوعيّ الخاص على أثير نظام البث المشترك خلال الفترة من عام 1936 حتّى عام 1937. استطاع كومو الشاب بعد انتقاله للفرقة الجديدة صقل قدراته الغنائيَّة بمساعدة تيد ويمز.

## وصلات خارجية
- مجموعة بيري كومو (1955–1994) - أرشيف جامعة كولورادو في بولدر (بالإنجليزية)
- قائمة كاملة بعروض بيري كومو (1948–1955) على موقع واي باك مشين (نسخة محفوظة December 24, 2010) (بالإنجليزية)
- قائمة كاملة بعروض بيري كومو (1955–1959) على موقع واي باك مشين (نسخة محفوظة December 24, 2010) (بالإنجليزية)
- قائمة كاملة بعروض بيري كومو (1959–1963) على موقع واي باك مشين (نسخة محفوظة January 1, 2011) (بالإنجليزية)